# Ingo II da Suécia
Ingo II (m. 1125) – apelidado de O Jovem e conhecido na Suécia como Inge den yngre – foi rei da Suécia de 1110 até sua morte em c. 1123. Governou no período de 1110-1118 possivelmente juntamente com seu irmão Filipe (Filip).                                                                                                  Era filho do rei Halstano. Morreu em 1123, por envenenamento, na Östergötland, possivelmente por sua esposa Ulvilda da Suécia.                                                                                                                                                                                                                                                                                                                                                                                                                                                                                                                                                                                                                                                                                                                                                                                                                                                                                                                                                                                 

O nono era o rei Ingi, irmão do rei Filipe, e recebeu esse nome em homenagem ao rei Inge. Em Östergötland, ele foi assassinado por bebida envenenada, e dela recebeu sua maldição. Mas a Suécia sempre prosperou enquanto estes amigos governaram.

— Kungalängden (escrita por volta de 1240 pelo ”Padre de Vidhem” e anexada à Lei da Västergötland; conservada no manuscrito KB B 59 da Biblioteca Nacional da Suécia

Durante o reinado de Ingo, o rei norueguês Sigurd Jorsalfar conduziu em 1123 uma cruzada à Esmolândia, para cristianizar os pagãos locais. A iniciativa tinha partido do rei dinamarquês Nicolau I da Dinamarca, que esperou com a sua frota naval pelos Noruegueses no estreito de Öresund. Como estes não chegassem, acabou por abandonar a campanha e voltar para casa. Quando finalmente chegou a esquadra norueguesa com 300 navios, houve grande desapontamento, tendo os Noruegueses pilhado a Österlen dinamarquesa. Na sequência da expedição religiosa à Esmolândia, os Noruegueses exigiram um resgate de 1500 vacas e bois aos camponeses da região, e uma promessa dos habitantes de se tornarem cristãos.